# Sort (Unix)
Pour les articles homonymes, voir sort.
sort est une commande POSIX qui permet de trier des fichiers ou leurs contenus.
Par défaut, sort affiche l'ensemble des lignes des fichiers qu'on lui passe en paramètre triées par ordre croissant de la table de codage des caractères (par exemple ASCII).

## Exemple
```
 
%
 
cat
 
fichier1.txt

 
ligne1
 
ligne1_fichier1

 
ligne2
 
ligne2_fichier1

 
%
 
cat
 
fichier2.txt
 

 
ligne1
 
ligne1_fichier2

 
ligne2
 
ligne2_fichier2

 
%
 
sort
 
fichier2.txt
 
fichier1.txt
     

 
ligne1
 
ligne1_fichier1

 
ligne1
 
ligne1_fichier2

 
ligne2
 
ligne2_fichier1

 
ligne2
 
ligne2_fichier2

```

Il est possible de s'en servir pour trier des fichiers par types et tailles :
```
 
$
 
ls
 
-al
-rwxr-xr-x
 
1
 
root
   
root
    
5000
 
2010
-05-16
 
17
:00
 
fichier1
-rwxr-xr-x
 
1
 
root
   
root
     
100
 
2010
-05-17
 
17
:00
 
fichier2
drwxr-xr-x
 
3
 
root
   
root
    
4096
 
2010
-05-16
 
17
:00
 
répertoire1
drwxr-xr-x
 
3
 
root
   
root
    
4096
 
2010
-05-17
 
17
:00
 
répertoire2

 
$
 
ls
 
-al
 
|
 
sort
 
-n
drwxr-xr-x
 
3
 
root
   
root
    
4096
 
2010
-05-16
 
17
:00
 
répertoire1
drwxr-xr-x
 
3
 
root
   
root
    
4096
 
2010
-05-17
 
17
:00
 
répertoire2
-rwxr-xr-x
 
1
 
root
   
root
     
100
 
2010
-05-17
 
17
:00
 
fichier2
-rwxr-xr-x
 
1
 
root
   
root
    
5000
 
2010
-05-16
 
17
:00
 
fichier1

 
$
 
ls
 
-al
 
|
 
sort
 
+4n
-rwxr-xr-x
 
1
 
root
   
root
     
100
 
2010
-05-17
 
17
:00
 
fichier2
drwxr-xr-x
 
3
 
root
   
root
    
4096
 
2010
-05-16
 
17
:00
 
répertoire1
drwxr-xr-x
 
3
 
root
   
root
    
4096
 
2010
-05-17
 
17
:00
 
répertoire2
-rwxr-xr-x
 
1
 
root
   
root
    
5000
 
2010
-05-16
 
17
:00
 
fichier1

```